# Botanophila paraturcica
Botanophila paraturcica este o specie de muște din genul Botanophila, familia Anthomyiidae. A fost descrisă pentru prima dată de Willi Hennig în anul 1970.
Este endemică în Turkey. Conform Catalogue of Life specia Botanophila paraturcica nu are subspecii cunoscute.